# Racing de Santander
Maillots
Actualités
Le Real Racing Club de Santander, plus communément Racing de Santander ou Racing, est un club de football espagnol fondé en 1913 et basé à Santander, en Cantabrie.

## Histoire
| \| Santander \| Emplacement de Santander, en Espagne. |
| Santander                                             |

Le club est fondé le 14 juin 1913 sous le nom de Santander Racing Club, et joue au départ ses matchs à domicile dans les Terrains de sport d'El Sardinero. En 1915, il intègre d'anciens joueurs du club rival qui disparaît, le Real Santander Foot-ball Club (es) et prend le nom de Real Santander Racing Club.
En 1988, son stade mythique dans l'enceinte des Terrains de sport d'El Sardinero est détruit pour faire place aux "Nuevos Campos". Il n'y a en fait plus qu'un grand terrain, mais en hommage à l'ancien stade, la mention des "terrains de sport" subsiste et son nom restera : Los Campos de Sport de el Sardinero.
Après avoir terminé la saison 2007-2008 en sixième position, le Racing dispute, pour la première fois de son histoire, la Coupe UEFA, en 2008-2009. Ils raseront de près la qualification et seront éliminés en phase de poules à la différence de buts, malgré avoir battu Manchester City (3-1) ou avoir mis en échec le PSG au Parc des Princes (2-2).
Le 22 janvier 2011, le Racing Santander est racheté par Ahsan Ali Syed, un riche homme d'affaires indien, pour 40 millions d'euros. "Je veux bâtir une équipe européenne, comme Malaga ou City." Il prévoit d'investir près de 100 millions d'euros dans le club d'ici 2015.
En mai 2012, dû à une mauvaise gestion financière et sportive, le club descend en Segunda División. La mauvaise gestion du club continue, ce qui influe encore sur l'aspect sportif de l'équipe. Le Racing Santander finit 20e à l'issue de la saison et subit une seconde relégation consécutive.
En juin 2013, le club descend donc en Segunda División B pour la seconde fois en 100 ans d'existence. Alors que le Racing Santander est champion d'automne de leur groupe en Segunda B, les joueurs menés par Paco Fernández, qui sont impayés depuis septembre parviennent à se hisser jusqu'en quarts de finale de la Copa del Rey en éliminant d'abord le Séville FC (D1), et l'UD Almería (D1). En quarts de finale, après avoir concédé la défaite 1-3 au match aller face à la Real Sociedad, les joueurs décident de faire grève dès le coup d'envoi du match, manifestant leur mécontentement en restant dans le rond central. N'étant plus payés depuis 7 mois, ceux-ci refusent désormais de jouer avec le total soutien de ses supporters, et demandant la démission du conseil d'administration et du président Angel Lavin. Le jour suivant, le conseil d'administration du Racing nomme Tuto Sañudo à la présidence.
Le 25 mai 2014, le Racing remporte le play-off de promotion de Segunda B contre l'UE Llagostera (1-0) et accède ainsi en Liga Adelante pour la saison 2014-2015. Le club redescend en Segunda División B en 2015.
En juin 2019, le club entraîné par Iván Ania obtient la promotion en deuxième division après quatre saisons en Segunda División B. Le club redescent en Segunda B dès la saison suivante.
En avril 2022, le club remonte en deuxième division et remporte le titre, le 3 juin, contre le FC Andorra, l'autre vainqueur de groupe, sur le score de 3 buts à 0.

## Palmarès
- Liga
  - Vice-champion : 1931
  - Troisième : 1934

- Liga 2
  - Champion : 1950, 1960

- Copa del Rey
  - Demi-finaliste : 2008, 2010

## Statistiques

### Saisons
- Saisons en Première Division : 44
- Saisons en Deuxième Division : 35
- Meilleure place en liga : 2e (saison 1930-1931)
- Plus mauvaise place en liga : 20e (saison 2011-2012)

### Matchs en Liga
- Matchs joués : 1 426
- Matchs gagnés : 453
- Matchs nuls : 335
- Matchs perdus : 638
- Buts pour : 1 842
- Buts contre : 2 365
- Différence de buts : -523

(Actualisé après la fin de la saison 2011/2012)

### Records de buts
- Encaissés à domicile : Racing 2-6 Real Oviedo (Saison 1935-1936)

- Encaissés à l'extérieur : Atlético de Madrid 9-1 Racing (Saison 1950-1951)

- Marqués à l'extérieur : Real Sociedad 4-7 Racing (Saison 1930-1931)

- Marqués à domicile : Racing 9-0 Deportivo Alavés (Saison 1932-1933)

## Joueurs et personnalités du club

### Effectif actuel 2025/26
| N° | Nat.                   | Poste | Nom du joueur                |
| -- | ---------------------- | ----- | ---------------------------- |
| 1  | Drapeau de l'Espagne   | G     | Jokin Ezkieta                |
| 2  | Drapeau de l'Espagne   | D     | Álvaro Mantilla              |
| 3  | Drapeau de l'Espagne   | D     | Saúl García                  |
| 4  | Drapeau de l'Espagne   | D     | Manu Hernando                |
| 5  | Drapeau de l'Espagne   | D     | Javi Castro                  |
| 6  | Drapeau de l'Espagne   | M     | Íñigo Sainz-Maza (capitaine) |
| 7  | Drapeau de l'Espagne   | M     | Yeray Cabanzón               |
| 8  | Drapeau de l'Espagne   | M     | Aritz Aldasoro               |
| 9  | Drapeau de l'Espagne   | A     | Juan Carlos Arana            |
| 10 | Drapeau de l'Espagne   | M     | Iñigo Vicente                |
| 11 | Drapeau de l'Espagne   | A     | Andrés Martín                |
| 12 | Drapeau de l'Espagne   | A     | Asier Villalibre             |
| 13 | Drapeau de la Bulgarie | G     | Plamen Andreev               |
| 14 | Drapeau du Sénégal     | M     | Maguette Gueye               |
| 15 | Drapeau de l'Espagne   | D     | Marco Sangalli               |
| 17 | Drapeau de l'Espagne   | D     | Clément Michelin             |
| 20 | Drapeau de la Gambie   | A     | Suleiman Camara              |
| 23 | Drapeau de l'Espagne   | D     | Mario García                 |
| 26 | Drapeau de l'Espagne   | M     | Mario Solorzano              |
| 27 | Drapeau de l'Équateur  | M     | Jeremy Arévalo               |
| 30 | Drapeau de l'Espagne   | A     | Rodri Ramos                  |
| 32 | Drapeau de l'Espagne   | D     | Jorge Salinas                |
| 34 | Drapeau de l'Espagne   | M     | Diego Díaz                   |
| 36 | Drapeau de l'Espagne   | M     | Sergio Martínez              |
| 37 | Drapeau de l'Espagne   | D     | Aitor Crespo                 |
| 42 | Drapeau de l'Espagne   | M     | Izán Yurrieta                |
| 43 | Drapeau de l'Espagne   | A     | Santi Franco                 |
|    | Drapeau de l'Espagne   |       | José Alberto (coach)         |

### Entraîneurs emblématiques

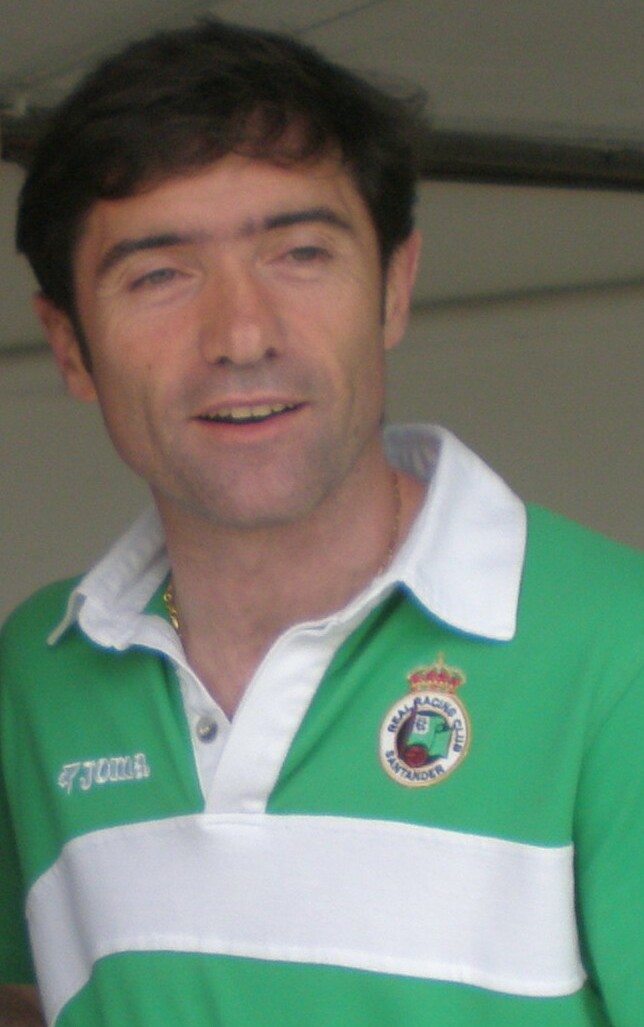
L'entraîneur du Racing, Marcelino, qui a mené le club à la 6e place de la Liga lors de la saison 2007-2008

- Patrick O'Connell (1922-29 / 1947-49)
- Lino Taioli (1949-50)
- Moruca (1963 / 1969-72 / 1980-83)
- José María Maguregui (1972-1977 / 1983-1987)
- Nando Yosu (1977-79 / 1996 / 1998-99 / 2005 / 2006)
- Felines (1990-92)
- Marcos Alonso (1996-98)
- Quique Setién (2001-02)
- Manuel Preciado (2002-03 / 2005-06)
- Miguel Ángel Portugal (2006-07 / 2009-11)
- Marcelino (2007-08 / 2011)
- Paco Fernández (2013-15)
- Iván Ania (2018-2019)
- Guillermo Fernandez Romo (2021-22)
- José Alberto Lopez (depuis 2022)

### Joueurs emblématiques
- Nasief Morris
- Medhi Lacen
- Ezequiel Garay
- Lionel Scaloni
- Andreï Zygmantovitch
- Erwin Lemmens
- Felipe Melo
- Henrique
- Mohammed Tchité
- Marcos Alonso
- José Emilio Amavisca
- Sergio Canales
- Gonzalo Colsa
- Francisco Gento
- Juan Carlos
- Vicente Miera
- Pedro Munitis
- Pablo Torre
- Peque Fernández
- Ismael Ruiz
- Salva Ballesta
- Santillana
- Quique Setién
- Sietes
- Toño
- Carlos Bocanegra
- Aléxandros Tziólis
- Rodolfo Bodipo
- Dudu Aouate
- Yossi Benayoun
- Walid Regragui
- Giovani dos Santos
- Gerardo Torrado
- Mutiu Adepoju
- Sigurd Rushfeldt
- Euzebiusz Smolarek
- Vítor Damas
- Marcel Sabou
- Vladimir Bestchastnykh
- Ilshat Faïzouline
- Dmitri Popov
- Dimitri Radchenko
- Nikola Žigić
- Olof Mellberg
- Markus Rosenberg
- Fabio Coltorti
- Mehdi Nafti
- Nelson Abeijón
- Fernando Correa
- Mario Regueiro
- Cristhian Stuani